# Karel Richter (herec)
Karel Richter (28. května 1926 Praha – 5. srpna 2022) byl český herec. Hrál řadu filmových i jevištních rolí, byl členem a v letech 1974 až 1989 ředitelem Divadla Jiřího Wolkera. V roce 1983 mu byl udělen titul zasloužilého umělce. Dabingu se naplno věnoval od 60. let 20. století až do konce svého života. První zkušenosti získal již v roce 1940 při namluvení desky Karafiátových Broučků. V roce 1996 při dostal od Herecké asociace cenu Senior Prix a roku 1997 získal za celoživotní mistrovství v dabingu Cenu Františka Filipovského.